# Monika Sedlmair
Monika Sedlmair – verheiratet Monika Dietrich –  (* 25. August 1960 in Günding) ist eine deutsche Tischtennisspielerin. Sie nahm an der Europameisterschaft 1978 teil.
Monika Sedlmair gewann viermal die Bayerische Meisterschaft im Einzel, nämlich 1979, 1980, 1982 und 1984. Dazu kommen 1977 und 1979 Titel im Doppel mit Jana Eberle sowie fünf Titel im Mixed (1977, 1978 mit Peter Betsch, 1981, 1982 mit Wilfried Kinner, 1984 mit Preuß). 1983 wurde sie Zweite bei der nationalen deutschen Meisterschaft hinter Susanne Wenzel, zu Bronze reichte es 1979 im Doppel mit Jana Eberle und im Mixed mit Klaus Schmittinger.
1978 wurde Monika Sedlmair für die Individualwettbewerbe der Europameisterschaft nominiert. Hier überstand sie im Einzel die Qualifikationsrunde, unterlag danach jedoch der Französin Nadine Daviaud. Im Doppel spielte sie mit Karen Senior aus Irland. Dieses Doppel überraschte die Fachleute durch Siege über Monika Kneip-Stumpe/Agnes Simon (Deutschland) und Bettine Vriesekoop/Éva Ferenczi (Niederlande/Rumänien), ehe es im Viertelfinale gegen Judit Magos/Gabriella Szabó (Ungarn) ausschied. Es war das erfolgreichste Damendoppel mit deutscher Beteiligung bei dieser EM. Im Mixed mit Hans-Joachim Nolten setzte sie sich in der Qualifikation gegen Camille Pütz/Carine Risch (Luxemburg) durch und verlor danach in der Hauptrunde gegen Stellan Bengtsson/Ann-Christin Hellman aus Schweden.
1983 heiratete Monika Sedlmair und trat seitdem unter dem Namen Monika Dietrich auf. Nach dem Ende ihrer Laufbahn als Leistungssportlerin nimmt sie noch an Seniorenturnieren teil, wo sie bei Deutschen Meisterschaften mehrere Erfolge verzeichnete und 2011 Deutsche Meisterin wurde:
- 2003: Ü40: Platz drei im Einzel, Platz drei im Mixed mit Johann Wiesböck
- 2005: Ü40: Platz drei im Doppel mit Gaby Kotter, Platz drei im Mixed mit Hans Lechner
- 2010: Ü50: Platz drei im Einzel, Sieg im Mixed mit Rolf Eberhardt
- 2011: Ü50: Sieg im Einzel, Platz zwei im Doppel mit Beate Greib-Trapp, Platz zwei im Mixed mit Rolf Eberhardt
- 2012: Ü50: Platz zwei im Einzel, Sieg im Doppel mit Beate Greib-Trapp, Sieg im Mixed mit Rolf Eberhardt[5]

Monika Sedlmair begann ihre Laufbahn beim Verein TSV 1865 Dachau, spielte später beim VSC 1862 Donauwörth, kehrte nach Dachau zurück und wechselte 1990 zu Bayern München in die Bayernliga. Ende der 1990er Jahre spielte sie mit der Damenmannschaft vom TSV Schwabhausen in der Zweiten Bundesliga Süd. In Schwabhausen ist sie noch heute (2012) aktiv.